# Gelson Martins
Gelson Dany Batalha Martins, född 11 maj 1995 i Praia, är en portugisisk fotbollsspelare som spelar för Olympiakos. Han har även representerat Portugals landslag.

## Klubbkarriär
Den 25 juli 2018 skrev Martins på för Atlético Madrid efter att tidigare under sommaren brutit kontraktet med Sporting. Han signerade ett 5-årskontrakt med Atlético.
Den 27 januari 2019 lånades Martins ut till Monaco på ett låneavtal över resten av säsongen 2018/2019. Den 1 juli 2019 skrev han på ett femårskontrakt med Monaco.
Den 2 januari 2024 värvades Martins av grekiska Olympiakos.

## Landslagskarriär
Martins debuterade för Portugals landslag i en 6–0-vinst över Andorra, där han byttes in i den 72:a minuten mot Pepe. Martins var med i Portugals trupp vid Confederations Cup 2017. Han blev även uttagen i Portugals trupp till VM 2018, men var en bänkspelare och blev endast inbyten i gruppspelsmatchen mot Marocko.